# Степове газоконденсатне родовище
Степове газоконденсатне родовище — належить до Талалаївсько-Рибальського нафтогазоносного району Східного нафтогазоносного регіону України.

## Опис
Розташоване в Харківській області на відстані 18 км від м. Краснокутськ.
Знаходиться в центральній частині приосьової зони Дніпровсько-Донецької западини в межах Котелевсько-Березівського структурного валу.
Структура виявлена в 1976-78 рр. і являє собою асиметричну брахіантикліналь північно-західного простягання, її розміри по ізогіпсі — 4775 м 4,7х1,8 м, амплітуда 80 м. Склепіння брахіантикліналі розчленоване двома поздовжніми скидами амплітудою 15-50 м на три окремі блоки.
Перший промисловий приплив газу та конденсату отримано в 1980 р. з серпуховських відкладів (інт. 4862-4950 м).
Поклади серпуховського ярусу масивно-пластові, тектонічно екрановані з різними газоводяними контактами в окремих блоках, а верхньовізейських горизонтів — пластові тектонічно екрановані. Колектори — пісковики.
Експлуатується з 1988 р. Режим Покладів газовий. Запаси початкові видобувні категорій А+В+С1 — 3343 млн. м³ газу; конденсату — 344 тис. т.